# Tuikwerderrak

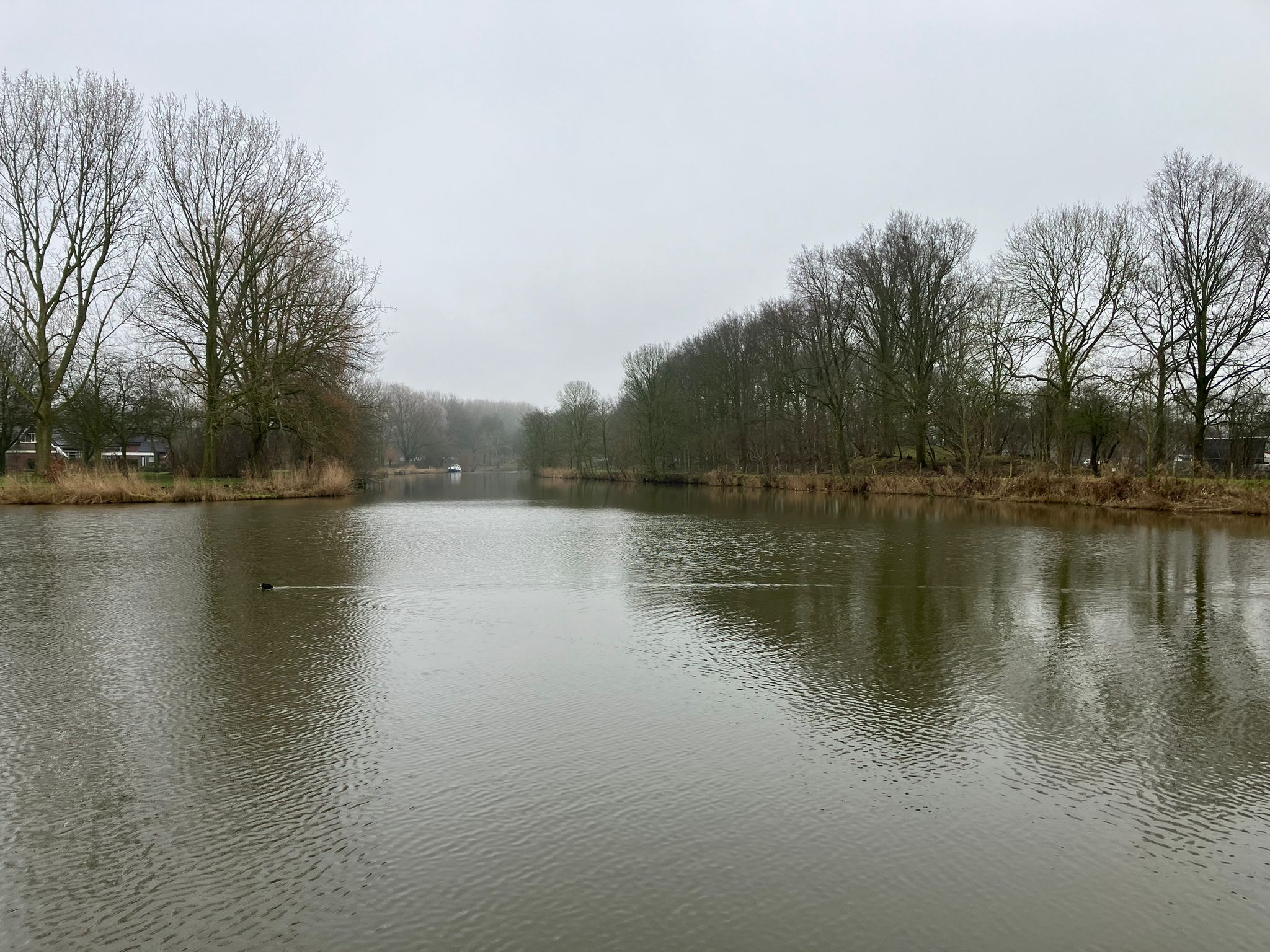
Gezicht op tuikwerdderak anno 2025, links de oorspronkelijke meander en Dethmerseiland. Rechtdoor de afgraving.

Het Tuikwerderrak is een voormalige meander van het Damsterdiep bij Delfzijl. Het rak is genoemd naar het verdwenen wierdedorp Tuikwerd. Op het schiereiland dat omsloten wordt door de meander bevindt zich nu de wijk Dethmerseiland. Een naburig park in de voormalige meander Oldenij heeft de naam Tuikwerderrak gekregen. Ook is er een straat met deze naam. Hier bevindt zich het verder Tuikwerderrakbos.
De meander is ontstaan in de periode dat het huidige kanaal nog in een open verbinding met de zee stond en het getij vrij spel had in de Delf, zoals het water oorspronkelijk heette. Hij vormde een belangrijke hindernis voor het scheepvaartverkeer en voor de vlotte afwatering. Om hierin verbetering te brengen, maakte men al in 1650 plannen voor een afsnijding van het Tucquerder Raek. Uiteindelijk werd deze meander van het Damsterdiep in 1874 afgesneden door een nieuw kanaalbed. Dit nieuwe tracé wordt soms ook Tuikwerderrak genoemd.
Omdat het gebied was afgesneden van zijn achterland moest de afwatering opnieuw geregeld worden. Daarvoor werd in 1886 de Tuikwerderpolder opgericht, die tot 1967 heeft bestaan. Het spinnenkopmolentje dat de polder bemaalde, brandde in 1948 af.
Aan het vroegere rak herinneren de straatnamen Snikkepad en Vlotterspad.

## Oldenij
De nabijgelegen meander ten zuiden van het Delfzicht Ziekenhuis, die nu toegankelijk is via een voetbrug, wordt wel Oldenij ('Oud en Nieuw') genoemd, in het Nederlands: Oudenie (1837). Hier bevonden zich enkele huizen die in 1828 tot "de buurtschap" Oldenij werden gerekend. Er stonden twee huizen die Groot en Klein Oldenie werden genoemd. Het gebied viel onder Biessum en lag in het kerspel Uitwierde. Bij het buurtje lag de Oldenijlaan. In 1878 werd hier het waterschap Oldenije gevormd, ook wel Riepmapolder genoemd, dat zich bezig hield met de afwatering van het land van één eigenaar via een klepduiker naar het Damsterdiep.
Op topografische kaarten staat de naam Oldennij, sinds 1962 Old en Nij. Waarschijnlijk is het een verbastering van een oorspronkelijke waternaam *Olde Ee of *Ol' IJ. Al in 1460 wordt een hueswere (boerenerf) te Tuikwerd buyten byder Ee vermeld. Vergelijk wat de naam betreft ook: Oude Ae.

Het gebied werd omstreeks 1970 omgevormd tot het park Tuikwerderrak met een ijsbaan en andere sportvoorzieningen. Ook bevindt zich hier het clubgebouw van de roeivereniging "Neptunus", dat eerder Hijkeshoes heette. 

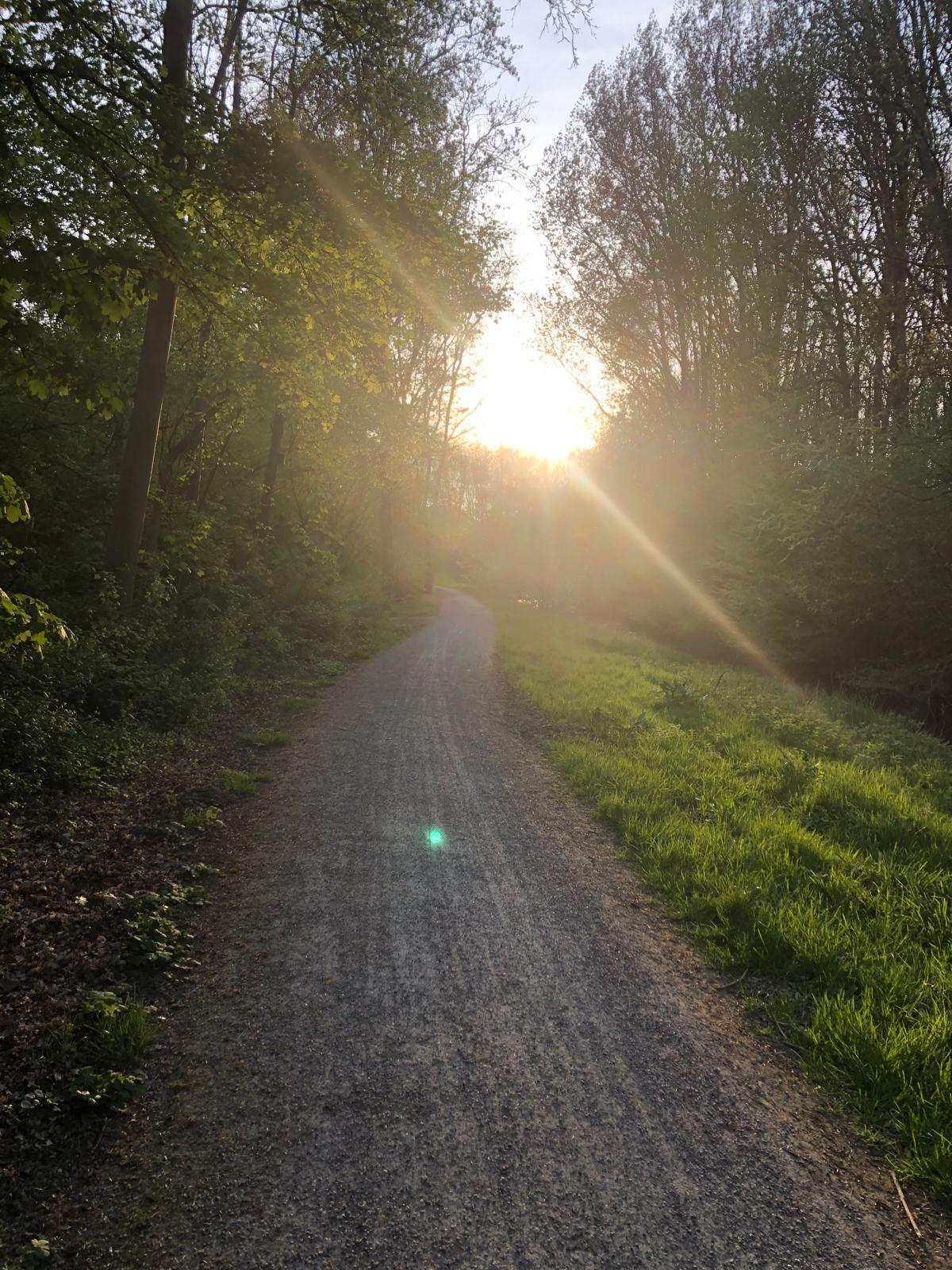
Het park in de wijk tuikwerderrak